# Dominik Szcześniak
Dominik Szcześniak (ur. 20 września 1981 w Zamościu) – polski twórca komiksów, rysownik i scenarzysta. Współzałożyciel i wieloletni redaktor naczelny magazynu Ziniol. Krytyk i felietonista, badacz komiksu undergroundowego.
Autor komiksu GadKaszmatka. Scenarzysta serii komiksowych: Kraina Herzoga (od 2005r. rysunki Hubert Ronek), Dom Żałoby (od 2006r. rysunki: Hubert Ronek, Maciej Pałka, Marek Rudowski i Daniel Grzeszkiewicz), Fotostory (od 2008r. rysunki Rafał Trejnis), Lublin w powieści graficznej (od 2011r. rysunki Maciej Pałka),. Scenarzysta komiksów:
Waciane Kafliki Żyttu (rys. Maciej Pałka), wyd. Timof i cisi wspólnicy 2006r., Czaki (rys. Mateusz Skutnik), wyd. Timof i cisi wspólnicy 2007r., 10 bolesnych operacji (rys.Maciej Pałka), wyd. Timof i cisi wspólnicy 2007r., Ostatni wynalazek (rys. Rafał Trejnis) 2012r., Ksionz (rys. Marcin Rustecki), wyd. Ważka 2012r., Nikifor. Krynica oczami Nikifora (rys. Daniel Gutowski), wyd. Ważka 2012 r., Rag & Bones (rys. Katarzyna Babis) 2014 r. Publikował w antologiach, m.in. w Antologii komiksu polskiego. Człowiek w probówce oraz w Opowieściach tramwajowych, publikował również w AQQ, Zeszytach Komiksowych, KKK i Gazecie Wyborczej.